# 施图尔 (梅克伦堡-前波美拉尼亚州)
施图尔（德語：Stuer）是德国梅克伦堡-前波美拉尼亚州的市镇，隶属于梅克伦堡湖区县。总面积为21.55平方千米，截至2023年12月31日总人口为259人。